# William (labdarúgó, 1933)
William José Assis Silva (Mariana, Minas Gerais, 1933. június 25. – Belo Horizonte, 2024. június 9.) válogatott brazil labdarúgó, hátvéd.

## Pályafutása

### Klubcsapatban
1954 és 1963 között az Atlético Mineiro, 1964-ben a Rio de Janeiro-i América, 1964 és 1967 között a Cruzeiro labdarúgója volt. 1968-ban a Villa Nova csapatában fejezte be az aktív játékot.

### A válogatottban
1963-ban hat alkalommal szerepelt a brazil válogatottban. Részt vett az 1963-as Copa América tornán, ahol negyedik helyezett lett a csapattal.

## Sikerei, díjai
Cruzeiro
- Mineiro (Minas Gerais állam) bajnokság
  - győztes (3): 1965, 1966, 1967

## Statisztika

### Mérkőzései a brazil válogatottban
| Brazília | Brazília          | Brazília                                 | Brazília  | Brazília | Brazília | Brazília      | Brazília | Brazília   |
| #        | Dátum             | Helyszín                                 | Hazai     | Eredmény | Vendég   | Kiírás        | Gólok    | Esemény    |
| -------- | ----------------- | ---------------------------------------- | --------- | -------- | -------- | ------------- | -------- | ---------- |
| 1.       | 1963. március 3.  | Asunción                                 | Paraguay  | 2 – 2    | Brazília | barátságos    | -        |            |
| 2.       | 1963. március 10. | Cochabamba, Estadio Félix Capriles (BOL) | Brazília  | 1 – 0    | Peru     | CA-csoportkör | -        |            |
| 3.       | 1963. március 14. | La Paz, Estadio Hernando Siles (BOL)     | Brazília  | 5 – 1    | Kolumbia | CA-csoportkör | -        |            |
| 4.       | 1963. március 17. | La Paz, Estadio Hernando Siles (BOL)     | Paraguay  | 2 – 0    | Brazília | CA-csoportkör | -        |            |
| 5.       | 1963. március 24. | La Paz, Estadio Hernando Siles (BOL)     | Argentína | 3 – 0    | Brazília | CA-csoportkör | -        | becserélve |
| 6.       | 1963. március 27. | Cochabamba, Estadio Félix Capriles (BOL) | Brazília  | 2 – 2    | Ecuador  | CA-csoportkör | -        |            |
|          | Összesen          |                                          |           | 6        | mérkőzés |               | 0        | gól        |